# Bionnos
Bionnos (in greco antico: Βίωννος?) era una città dell'antica Grecia ubicata sull'isola di Creta.

## Storia
Nota soltanto per testimonianze epigrafiche, era nella lista dei teorodoco di Delfi negli anni 230-210 a.C. dove viene menzionata tra le città di Matala e Psiqueo.
Si presume che potesse trovarsi nelle vicinanze dell'attuale città di Kerame, nell'eparchia di Agios Vasileios, dove si trovano dei resti di un insediamento fortificato e sono stati ritrovati frammenti di ceramica che sono indicativi della Grecia classica.